# Westwood Lakes
Westwood Lakes es un lugar designado por el censo ubicado en el condado de Miami-Dade en el estado estadounidense de Florida. En el Censo de 2010 tenía una población de 11.838 habitantes y una densidad poblacional de 2.552,03 personas por km².

## Geografía
Westwood Lakes se encuentra ubicado en las coordenadas 25°43′35″N 80°22′9″O / 25.72639, -80.36917. Según la Oficina del Censo de los Estados Unidos, Westwood Lakes tiene una superficie total de 4.64 km², de la cual 4.26 km² corresponden a tierra firme y (8.21%) 0.38 km² es agua.

## Demografía
Según el censo de 2010, había 11.838 personas residiendo en Westwood Lakes. La densidad de población era de 2.552,03 hab./km². De los 11.838 habitantes, Westwood Lakes estaba compuesto por el 94.16% blancos, el 1.28% eran afroamericanos, el 0.04% eran amerindios, el 1% eran asiáticos, el 0% eran isleños del Pacífico, el 1.82% eran de otras razas y el 1.69% pertenecían a dos o más razas. Del total de la población el 85.97% eran hispanos o latinos de cualquier raza.